# Flora Foster
Flora Foster (Boston, 4 marzo 1898 – Chicago, 21 settembre 1914) è stata un'attrice statunitense. Sorella maggiore della più nota Edna Foster, ebbe anch'essa una breve carriera come attrice bambina tra il 1911 e il 1913. È ricordata soprattutto per essere stata la prima interprete cinematografica di David Copperfield.

## Biografia
Flora Louise Foster nacque a Boston, Massachusetts, nel 1898. Seguendo un apprendistato condiviso da molti altri attori bambini del tempo, Flora iniziò giovanissima la sua carriera nel vaudeville in coppia con la sorella Edna Foster (nata, sempre a Boston, il 7 aprile 1900, di due anni più giovane di lei), per giungere quindi al cinema a tredici anni, nel 1911.
Secondo le accettate convenzioni dell'epoca, era comune che in teatro e al cinema ad attrici bambine (da Marie Eline a Violet Radcliffe) si offrissero indifferentemente parti di bambina e di bambino.
Flora ottenne subito una parte da protagonista, interpretando nel 1911 il primo David Copperfield della storia del cinema. All'importante debutto seguiranno solo alcune piccole presenze in altre tre pellicole. Sarà piuttosto la sorella Edna Foster ad attirare l'attenzione del regista David W. Griffith, il quale per lei creerà il ruolo di un ragazzino (Billy) protagonista di numerose pellicole.
Un'intervista alle due sorelle pubblicata nel luglio 1914 sulla rivista Motography rivelò che i due "ragazzi della Biograph" ("Billy e Flora") erano in realtà due ragazze ("Biograph Kids Are Wonderful Girls"). Al giornalista le due sorelle (allora di 16 e 14 anni) apparvero dimostrare entrambe molto meno delle loro età. La star (o "the boss") era chiaramente "Billy" (Edna), che rivelò una personalità forte, in linea con il suo personaggio. Flora confermò che la sorella "si comporta proprio come un ragazzo" ("she really is just like a boy"), mentre a lei piaceva cucire e cantare. Anche Flora si rivolgeva a Edna come "Billy" e rivelò di aver interpretato il ruolo maschile di David Copperfield, originariamente destinato a Edna, solo perché "a Billy non piacciono le storie tristi".
Flora Foster morì poco dopo la pubblicazione dell'intervista, il 21 settembre 1914, a Chicago, a soli 16 anni d'età.

## Filmografia
- David Copperfield, regia di Theodore Marston (1911)
- Prince Charming, regia di James Kirkwood e George Loane Tucker (1912)
- The District Attorney's Conscience, regia di James Kirkwood – cortometraggio (1912)
- The Wedding Gown, regia di Frank Powell (1913)